# Step (software)
Step is een opensourcesoftware tweedimensionaal fysica-simulatie-programma dat is opgenomen als onderdeel van KDE Education Project. Het bevat StepCore, dat is een fysica simulatiebibliotheek.

## Geschiedenis
Het programma is ontwikkeld door Vladimir Kuznetsov en geïntroduceerd in februari 2007. Het werd samen met KDE 4.1 uitgebracht.

## Licentieverlening
Het programma is gelicenseerd onder de voorwaarden van de GNU General Public License, waardoor het vrije software is.

## Beschrijving
Step is gebaseerd op door de gebruiker geplaatste lichamen en krachten:
- Lichamen variëren van kleine deeltjes tot enorme veelhoeken, en elk lichaam heeft unieke eigenschappen die de uitkomst van de simulatie beïnvloeden, zoals massa en snelheid, en hun afleidingen zoals kinetische energie.
- Krachten kunnen rechtstreeks door de gebruiker worden geplaatst of worden geproduceerd door zwaartekracht, Coulombkracht of andere effecten toe te voegen.

Het programma bevat ook veren en zachte lichamen.
Step maakt het mogelijk om na de simulatie terug te keren, zodat de gebruiker de lichamen en krachten kan wijzigen en kan zien hoe de uitkomst van de simulatie wordt beïnvloed. Alle lichamen en krachten kunnen ook in realtime worden gewijzigd.
Met de software kunnen gebruikers grafieken en meters toevoegen en configureren voor elke eigenschap van elke instantie. Dit maakt het bijvoorbeeld mogelijk om snelheid of acceleratie uit te zetten tegen de tijd.